# Marcello d’Orey
Marcello d’Orey (ur. 7 marca 1976 w Rio de Janeiro) – portugalski prawnik i rugbysta grający na pozycji wspieracza, reprezentant kraju, uczestnik Pucharu Świata w 2007 roku.
Do trzynastego roku życia przebywał w Brazylii, rugby zaś zainteresował się dwa lata później. Podczas kariery sportowej związany był z klubami Associação Académica Coimbra Rugby i CDUP, z którymi występował również w europejskich pucharach.
W reprezentacji Portugalii w latach 1996–2007 rozegrał łącznie 60 spotkań zdobywając 25 punktów. W 2007 roku został powołany na Puchar Świata, gdzie wystąpił w meczu przeciw All Blacks, w którym doznał kontuzji, która wyeliminowała go z dalszej gry w turnieju.
Ukończył studia prawnicze na Universidade Católica Portuguesa.